# NGC 706
NGC 706 este o galaxie spirală situată în constelația Peștii. A fost descoperită în 30 septembrie 1786 de către William Herschel. Se află la o distanță de 71 de megaparseci de Pământ.